# Feldpostleitstelle
Die Feldpostleitstelle ist die zentrale Verteilungsstelle zwischen dem militärischen Postwesen und der zivilen Post.

## Feldpostleitstelle
Nach mehreren Übungen der Bundeswehr mit Feldpost wurde sehr schnell erkannt, dass es sinnvoll ist, den Übergang von militärischer zu ziviler Post zentral zu positionieren. So wurde ab den ersten Einsätzen der Bundeswehr im Ausland in Germersheim (Rheinland-Pfalz), später in Darmstadt (Hessen) die Feldpostleitstelle eingerichtet.

## Funktion und Organisation
Die Feldpostleitstelle hat eine doppelte Funktion: Zum einen dient sie für Postsendungen im Einsatz als zentrale Anlaufstelle. Jegliche Post im Einsatz – egal mit welchem Bestimmungsort – trägt als Postleitzahl die 64298 der Feldpostleitstelle in der Major-Karl-Plagge-Kaserne (ehemals Frankenstein-Kaserne) bei Darmstadt. Hier wird nun die ankommende Post sortiert und auf die Einsatzgebiete verteilt. Anschließend geht die Post entweder per Luftfracht oder Spedition in die Einsatzgebiete. Vor Ort nehmen Feldpostämter die weitere Verteilung wahr.
Umgekehrt wird Post aus den Einsätzen mitgenommen und über die Feldpostleitstelle in die zivile Post gegeben. Ausnahmen sind Pakete und überformatige Briefe, die aus dem Einsatz kommend erst in Speyer durch den Zoll gehen, um dann aber wie normale Pakete verschickt zu werden.